# Hedwigidium squarrulosum
Hedwigidium squarrulosum là một loài Rêu trong họ Hedwigiaceae. Loài này được (Hampe) Bruch & Schimp. mô tả khoa học đầu tiên năm 1846.